# Anisognathus notabilis
Tangará-de-queixo-preto ou saíra-andina-barba-negra (Anisognathus notabilis) é uma espécie de ave da família Thraupidae.
Pode ser encontrada nos seguintes países: Colômbia e Equador.
Os seus habitats naturais são: regiões subtropicais ou tropicais húmidas de alta altitude.